# Mathys Ferreira
Pour les articles homonymes, voir Ferreira.
Pas d'image ? Cliquez ici

a Compétitions nationales et continentales officielles uniquement.

Mathys Hendrick Ferreira, né le 13 septembre 1980, est un joueur de rugby à XV sud-africain évoluant au poste de pilier (1,90 m, 128 kg).

## Carrière
- 2007-2008 : CS Lons-le-Saunier ( France) (Fédérale 1)
- 2008-2009 : Stade aurillacois ( France) (Pro D2)
- 2009-2010 : SC Mazamet ( France) (Fédérale 1)
- 2010-2012 : Stade dijonnais ( France) (Fédérale 1)
- 2012-2013 : Western Province ( Afrique du Sud) (Vodacom Cup)